# Пол Кагаме
Пол Кагаме (енгл. Paul Kagame; Руханго, 23. октобар 1957) је председник Руанде. Постао је познат као вођа Патриотског фронта Руанде, чија је победа довела до прекида геноцида у Руанди. Под његовим вођством Руанда је названа Афричком најуспешнијом причом а Кагаме је постао заговорник новог модела расподеле стране помоћи.
Упркос томе, учешће у грађанском рату у Конгоу као и мистериозна смрт опозиционог посланика,
бацили су сумњу на његову владу. Све веће опозиционе партије бојкотовале су председничке изборе 2010. год. на којима је Кагаме освојио 93% гласова.
Војна каријера Кагамеа почиње у егзилу када се прикључује герилској армији коју у Уганди предводи Јовери Мусевени. Кагаме 1986. године формира Патриотски фронт Руанде који окупља бивше Тутси војнике који су протерани у Уганду. Током деведесетих Кагаме одлази на обуку у САД, након чега добија логистичку подршку од Американаца и Британаца.
Пол Кагаме постаје председник Руанде у марту 2000. године, након свргавања са власти дотадашњег председника Бизимунгуа. Три и по године касније, у августу 2003. године, Кагаме односи убедљиву победу на председничким изборима са чак 95,5% гласова.
Као председник Кагаме је велики критичар неактивности Уједињених нација током геноцида у Руанди 1994. год. У марту 2004. год. јавно је критиковао и Француску због њеног учешћа у геноциду, што је довело до дипломатског инцидента.